# San Pablo (Venezuela)
Pour les articles homonymes, voir San Pablo.
San Pablo est le chef-lieu de la municipalité d'Arístides Bastidas dans l'État d'Yaracuy au Venezuela.